# Vittorio Genovesi
Vittorio Genovesi (Roccabascerana, 23 de abril de 1887 - Roma, 20 de novembro de 1967) foi um padre jesuíta e poeta italiano, autor de poemas em latim.

## Biografia
Entrou na Companhia de Jesus aos 15 anos e ocupou vários cargos importantes na Igreja Católica, incluindo o de hinógrafo da Congregação dos Ritos (1942) e consultor da Congregação para o Clero.
Vittorio Genovesi é lembrado sobretudo como um poeta de língua latina. Participou nove vezes do Certamen poeticum Hoeufftianum em Amsterdã, conquistando três vezes a medalha de ouro do primeiro prêmio e oito vezes o grande elogio.
Foi membro da Academia da Arcádia, do Instituto Nacional de Estudos Romanos, do Centro de Estudos Ciceronianos.